# Ctenophthalmus kazbek
Ctenophthalmus kazbek är en loppart som beskrevs av Tiflov 1953. Ctenophthalmus kazbek ingår i släktet Ctenophthalmus och familjen mullvadsloppor. Inga underarter finns listade i Catalogue of Life.